# École de l'abbaye d'Ilfeld

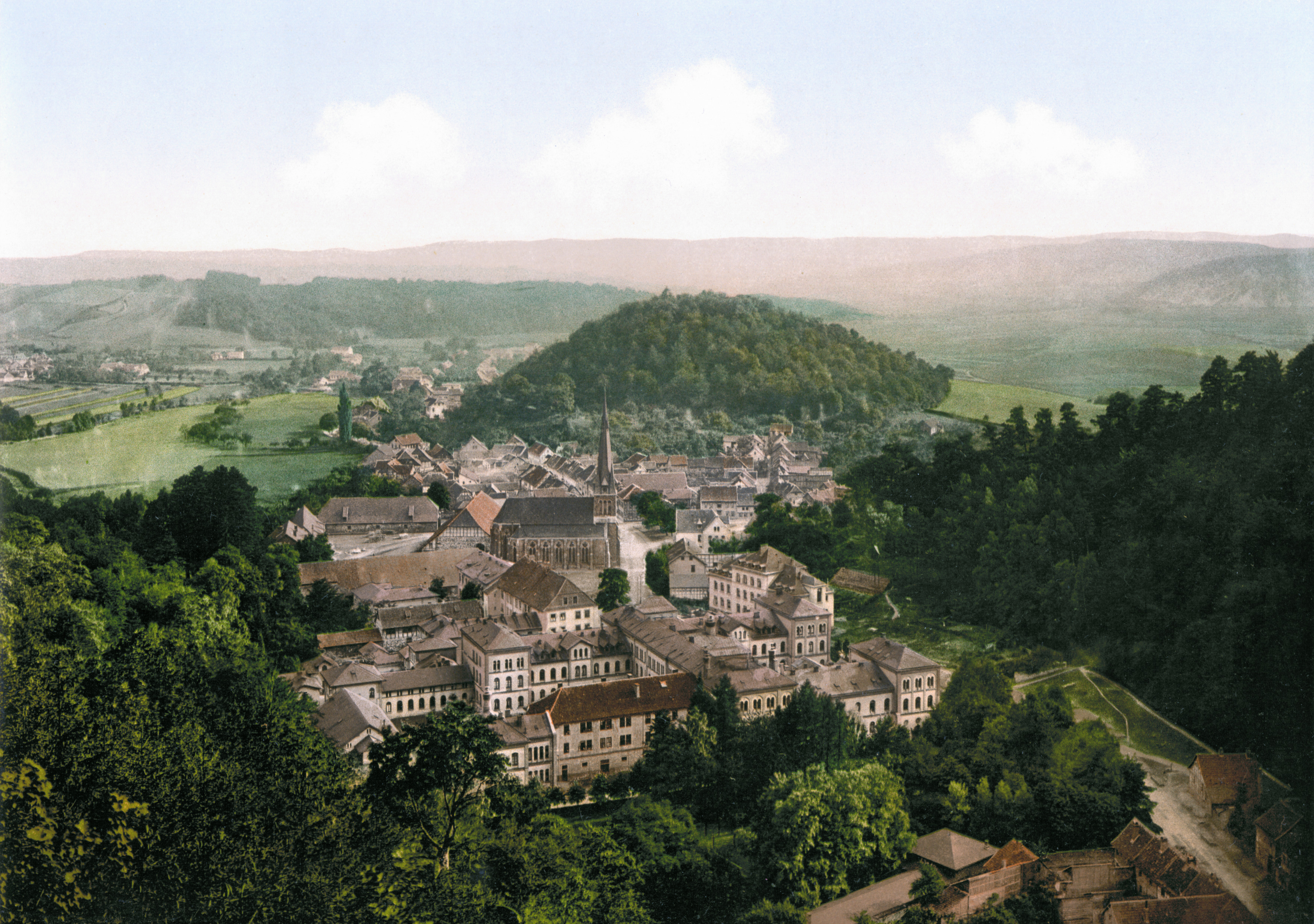
Ilfeld vers 1900 ; au premier plan, le complexe scolaire dominant du XIXe siècle

L'école de l'abbaye d'Ilfeld est un ancien lycée fondé en 1546 dans les bâtiments de l'abbaye des Prémontrés d'Ilfeld (de). Jusqu'en 1934, l'Alumnat est l'un des plus grands lycées du centre de l'Allemagne.

## Histoire

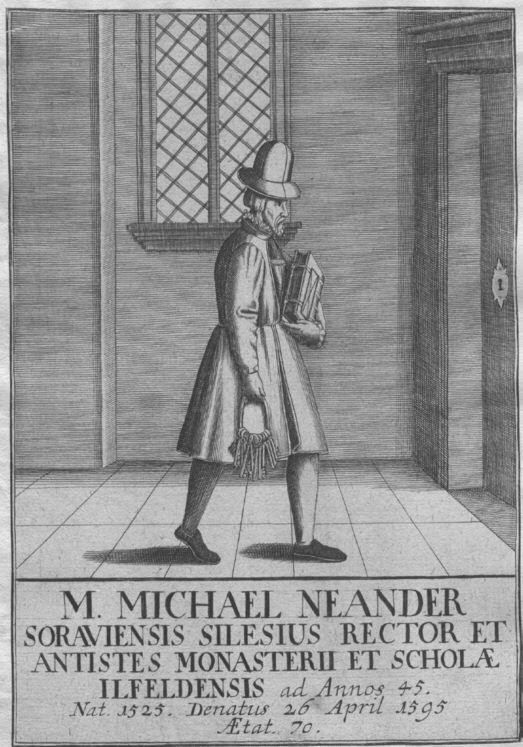
Michael Neander en tant que recteur d'école et chef de monastère à Ilfeld, gravure sur cuivre contemporaine

L'école de l'abbaye d'Ilfeld est fondée en 1546 par le dernier abbé de l'abbaye d'Ilfeld, Thomas Stange, avec le consentement du comte Wolfgang de Stolberg (de). En tant que directeur à partir de 1550, Michael Neander établit les priorités et les fondements de la tradition ultérieure, en s'appuyant sur les idées du réformateur Philippe Mélanchthon. Lorsque les seigneurs territoriaux de la lignée masculine du comté d'Hohnstein s'éteignent en 1593, le duc Henri-Jules de Brunswick-Wolfenbüttel tente de s'assurer leur héritage et se bat ainsi avec les comtes concurrents de Stolberg. Les Guelfes perdent le différend juridique par un jugement de la Cour de chambre impériale en 1632. Seule l'abbaye d'Ilfeld reste sous la garde des Guelfes en tant que "fondation douce". Cette enclave était déjà administrée depuis Hanovre depuis 1559. La fondation douce devait s'avérer être un avantage utile plus tard lors de la décision principale du recès de la Diète d'Empire de 1803, car ainsi la sécularisation ne pouvait pas avoir lieu.
La guerre de Trente Ans entraîné la restauration des conditions de l'abbaye d'Ilfeld avec le parti catholique en 1622 et en 1629, les prémontrés sont retournés dans leur ancien monastère. Ils sont cependant contraints de fuir dès 1631, à l'approche des troupes suédoises. Deux ans plus tard, l'abbé protestant Cajus rétablit le lycée académique.
Avec la fondation de l'Université Georges-Auguste de Göttingen en 1737, l'école de l'abbaye d'Ilfeld y est étroitement liée. Son conservateur von Münchhausen aurait préféré dissoudre complètement l'école de l'abbaye et sa fondation pour les affecter au financement de la nouvelle université de Göttingen, mais cela n'est pas légalement possible. C'est ainsi que l'abbaye est mise à contribution pour le financement avec ses revenus. L'école du monastère et l'abbaye sont placées sous la surveillance du professeur d'université de Göttingen Johann Matthias Gesner et plus tard supervisés par Christian Gottlob Heyne. L'école de l'abbaye d'Ilfeld atteint ainsi une grande renommée au XVIIIe siècle et est perçue comme une école de cadres de l'Université, un "établissement de préparation à l'université de Göttingen".
Depuis 1823, l'abbaye d'Ilfeld et donc aussi l'école de l'abbaye, se trouve en tant que patrimoine spécial sous l'administration de la chambre des abbayes de Hanovre (de). À partir de 1859, le lycée royal de l'abbaye reçoit successivement de nouveaux bâtiments à la place des bâtiments monastiques médiévaux, qui sont démolis pour l'occasion. L'arrondissement d'Ilfeld formé en 1864 est une enclave hanovrienne, puis après l'annexion du royaume de Hanovre une enclave de la province prussienne de Hanovre dans la province de Saxe. Le lycée hanovrien de l'abbaye est donc fermé en 1866. En 1867, elle est rouverte sous le nom d'école royale de l'abbaye d'Ilfeld. Les internats bien connus d'Allemagne centrale sont en contact étroit, comme le montre le manuel que l'école de Pforta près de Bad Kösen dédiée à Ilfeld à l'occasion de son 350e anniversaire en 1896. Sur le plan politique, Ilfeld n'est rattachée à la province de Saxe qu'en 1932. Les biens de l'abbaye restent cependant sous l'administration de la chambre des abbayes. De 1934 à 1944, l'école est utilisée comme institution nationale d'enseignement politique (Napola). Après la revendication du bâtiment pour l'administration de la société d'armement Mittelwerk GmbH, les opérations scolaires d'Ilfeld sont transférées à Napola Ballenstedt (de) à partir de 1943 et sont complètement interrompues en 1944. Après la guerre, les bâtiments sont utilisés comme hôpital de la ville voisine de Nordhausen, devenue Neanderklinik Harzwald GmbH en 1993. La bibliothèque de l'école, avec d'importants fonds anciens, subit des pertes importantes et se retrouve finalement dans la bibliothèque de recherche de Gotha (de).

## Professeurs
- Michel Neander (1525-1595)
- Johann Ludwig Meil (de) (1729-1772)
- Heinrich Ludolf Ahrens (de)

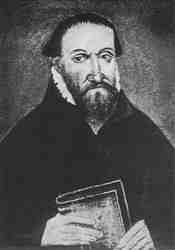
Michel Neander

- Johann Heinrich Stuß (de) (1713-1728), vice-recteur à partir de 1724
- Just Christian Stuß (de) (1748-1766), à partir de 1752 vice-recteur
- Heinrich Gottlieb Köhler (de) (1802-vers 1820), directeur adjoint à partir de 1811
- August Ernst Zinserling (de) (1800-1807)
- Ernst Wiedasch (de), à partir de 1835 directeur du lycée d'Ilfeld[4]
- Friedrich August Grotefend (de)
- Johann Konrad Schaubach (de)

## Élèves
- Carl Adrian von Arnstedt (de) (1716-1800), seigneur prussien et directeur de la députation de chambre à Ellrich
- Anton Günther Billich (de) (1599–1640), médecin et écrivain spécialiste de la chimie
- Willy Brandt (de) (1885-1975), éducateur
- Friedrich Franz von Bülow (de) (1788–1848), maréchal de terre adjoint du duché de Saxe-Lauenbourg
- Walter Buresch (de) (1860–1928), administrateur de l'arrondissement de Filehne et de l'arrondissement d'Hohensalza (de)
- Ernst Siegfried Buresch (de) (1900-1969), président du tribunal social de l'État du Schleswig-Holstein
- Heinrich Eckstorm (de) (1557-1622), théologien et enseignant protestant
- Otto Gerlach (de) (1866-1914), médecin
- Georg Friedrich Grotefend (1775–1853), linguiste et archéologue
- Ludwig Hassenpflug (de) (1794–1862), ministre de l'Intérieur et de la Justice de l'électorat de Hesse
- Frédéric de Solms-Baruth (de) (1853-1920), général prussien et député de la chambre des seigneurs de Prusse
- Ferdinand von Hiddessen (de) (1887-1971), pionnier de l'aviation et député du Reichstag (NSDAP)
- Otto Kiep (1886-1944), diplomate et résistant contre le national-socialisme
- Magnus Knebusch (de) (1874-1937), propriétaire foncier et député du Landtag de Mecklembourg-Schwerin (DNVP)
- Jürgen von dem Knesebeck (de) (1888-1980), député du Reichstag (NSDAP)
- Walter Ködderitz (de) (1898-1980), théologien luthérien
- Konrad Linder (de) (1884-1963), éducateur et écolier
- Martin Lydius (de) (1539/1540-1601), théologien réformé
- Aimé von Mesmer-Saldern (de) (1815-1889), propriétaire terrien du Schleswig-Holstein, fonctionnaire de la cour danoise et député de l'Assemblée des domaines du Holstein
- Friedrich Ludwig Wilhelm Meyer (de) (1759–1840), avocat, universitaire, bibliothécaire, publiciste et dramaturge
- Friedrich Meisner (1765–1825), naturaliste et professeur d'université à Berne
- Fritz Mooshake (de) (1877-1969), de 1924 à 1933 président de la direction prussienne du bâtiment et des finances à Berlin
- Börries von Münchhausen (1874-1945), écrivain et poète
- Eberhard von Oertzen (de) (1856-1908), naturaliste et chercheur privé
- Victor von Oertzen (de) (1854-1934), lieutenant général de l'armée allemande
- Carl Peters (1856-1918), homme politique, publiciste, colonialiste et explorateur de l'Afrique
- Johann Rothmaler (de) (1601–1650), théologien et membre du clergé
- Johann Thal (de) (1542-1583), médecin et botaniste
- Theodor Ubbelohde (de) (1805–1853), avocat administratif
- Woldemar Uxkull-Gyllenband (de) (1898-1939), historien de l'Antiquité
- Christian Rudolf Karl Wichmann (de) (1744–1800), pasteur et éducateur évangélique luthérien allemand
- Wilhelm Wiedasch (de) (1821-1900), philologue allemand et directeur de lycée
- Carl Zeisberg (de) (1804–1850), bibliothécaire et collectionneur de livres